# Gilbert Arenas
Gilbert Jay Arenas Jr. (Tampa, Flórida, 6 de Janeiro de 1982) é um ex-jogador profissional de basquetebol norte americano,
Arenas começou sua carreira pelo Golden State Warriors da cidade de Oakland, o jogador foi sorteado na primeira rodada da NBA Draft de 2001 sendo conhecido no começo como "a revelação", quando foi revelado o astro Michael Jordan ainda jogava, o que o inspirou muito em jogar basquetebol e acabou o levando para disputar o NBA All-star game três vezes consecutivas o tornando conhecido pelo país inteiro. Durante este tempo ele já atuava contra grandes estrelas como Kobe Bryant, LeBron James, Richard Hamilton e Paul Pierce.
Depois de uma grande fase pelo time de Golden State, Gilbert Arenas foi contratado pelo Washington Wizards da cidade de Washington, DC. O Jogador acertou um contrato de 5 anos com o a equipe e recebeu durante este tempo cerca de 82 milhões de dólares superando o salário do jogador do Cleveland Cavaliers, LeBron James. Atualmente ele joga como estrela da equipe tendo sua camisa número 0 já cogitada como aposentada. Ele também joga ao lado de Fabrício Oberto, um argentino que foi campeão da NBA de 2007 pelo San Antonio Spurs. Gilbert Arenas ao lado de Kevin Garnett do Boston Celtics era o garoto propaganda da marca Adidas, mas o jogador se envolveu em uma polêmica no Estados Unidos, Arenas teria sacado uma arma em uma briga no vestiário com o jogador de seu time, Javaris Crittenton, e a NBA o suspendeu por tempo indeterminado e a marca alemã Adidas rompeu o contrato com Arenas.
Gilbert Arenas foi envolvido em uma troca em dezembro de 2010, tendo ido para o Orlando Magic em troca de Rashard Lewis, que foi para os Wizards.
Arenas se aposentou em 2013, quando jogava pelo Shanghai Sharks.

## Arenas Suspenso
Gilbert Arenas em janeiro de 2010 foi suspenso pela NBA depois de uma briga com um colega de equipe no vestiário do Washington Wizards. Arenas teria sacado uma arma para seu colega. A NBA suspendeu o jogador por tempo indeterminado e a Adidas anunciou que rompeu um contrato com o jogador, de garoto propaganda da marca. Veja a matéria[ligação inativa] Adidas rompe com Gilbert Arenas[ligação inativa]